# Eleições parlamentares na Geórgia em 2004
As eleições parlamentares na Geórgia foram realizadas em 28 de Março de 2004. Esta foi uma eleição repetida para a 6ª convocação do Parlamento da Geórgia, depois que as eleições de 2003 foram anuladas pela Suprema Corte da Geórgia devido uma fraude eleitoral, algo alegado por manifestantes durante a Revolução Rosa naquele mesmo ano. Onze partidos e cinco combinações de listas participaram, competindo pelos assentos eleitos pela representação proporcional. 
As eleições foram vencidas pelo Movimento Nacional Unido do presidente Mikheil Saakashvili, que ganhou 135 dos 150 assentos proporcionais, dando-lhe o controle de 153 dos 235 assentos.